# Peixe Babel
O Peixe Babel, em inglês Babel Fish, é uma espécie fictícia da série O Guia do Mochileiro das Galáxias de Douglas Adams.
Aparece no primeiro livro da série, como uma espécie de peixe que pode traduzir instantaneamente qualquer linguagem para qualquer linguagem.
| “ | "O Peixe Babel é pequeno, amarelo e semelhante a uma sanguessuga, e é provavelmente a criatura mais estranha em todo o Universo. Alimenta-se de energia mental, não daquele que o hospeda, mas das criaturas ao redor dele. Absorve todas as freqüências mentais inconscientes desta energia mental e se alimenta delas, e depois expele na mente de seu hospedeiro uma matriz telepática formada pela combinação das freqüências mentais conscientes com os impulsos nervosos captados dos centros cerebrais responsáveis pela fala do cérebro que os emitiu. Na prática, o efeito disto é o seguinte: se você introduz no ouvido um peixe-babel, você compreende imediatamente tudo o que lhe for dito em qualquer língua. Os padrões sonoros que você ouve decodificam a matriz de energia mental que o seu Peixe Babel transmitiu para sua mente. | ” |

O Peixe Babel é um útil Plot Device para Adams, ele é utilizado por variadas raças para comunicação enquanto falam diferentes idiomas. Adams escreveu que a ideia de que todos os alienígenas falassem inglês era, para ele, muito estranha. Na história, Ford Prefect dá para Arthur Dent um Peixe Babel após se teletransportarem para uma espaçonave Vogon que participou da demolição da Terra.
O nome do peixe é uma referência a Torre de Babel, uma História Bíblica do Velho Testamento. De acordo com esta história, as pessoas daquela época falavam a mesma língua e decidiram que construiriam uma torre que alcançasse os céus. Em desaprovação, Deus confundiu todas as pessoas que participavam da construção. E a partir deste momento surgiram todos os diferentes idiomas falados na Terra. De modo que a construção foi abandonada devido a falta de união entre os construtores.

## Existência de Deus
A descrição de Douglas Adams do Peixe Babel também sugere uma discussão sobre a existência de Deus, com o próprio Peixe Babel como um exemplo fideístico para a não-existência de uma deidade.
| “ | Ora, seria uma coincidência tão absurdamente improvável que um ser tão estonteantemente útil viesse a surgir por acaso, por meio da evolução das espécies, que alguns pensadores vêem no peixe-babel a prova definitiva da inexistência de Deus. O raciocínio é mais ou menos o seguinte: 'Recuso-me a provar que eu existo', diz Deus, 'pois a prova nega a fé, e sem fé não sou nada.' Diz o homem: 'Mas o peixe-babel é uma tremenda bandeira, não é? Ele não poderia ter evoluído por acaso. Ele prova que você existe, e portanto, conforme o que você mesmo disse, você não existe. Q.E.D.' Então Deus diz: 'Ih, não é que eu não tinha pensado nisso?' E imediatamente desaparece, numa nuvenzinha de lógica. | ” |

Na versão cinematográfica da série esta cena é omitida e é usada como um bônus na versão em DVD.